# منير خير الله
منير خير الله (من مواليد 2 يناير 1953 في جبل عزت، لبنان) هو الأبرش الحالي لأبرشية البترون المارونية الكاثوليكية منذ 16 يناير 2012.

## حياته
ولد منير في «مراح الزيات» في قضاء البترون، والده هو «طانيوس بطرس خيرالله» ووالدته هي «كاتبه اسطفان نادر»،  بدأ دروسه الابتدائية في مدرسة الخوري إلياس باسيل في سمار جبيل، ثم أكملها بعد وفاة والديه في ميتم الآباء الكبوشيين في عبيه (1958 – 1964)، في 8 أيلول 1972، أرسله غبطة البطريرك بولس المعوشي إلى روما، لمتابعة دروسه الفلسفية واللاهوتية في معهد انتشار الإيمان وجامعة أوربانيانا الحبرية (1972-1977)، عاد إلى لبنان في تموز 1977، ورُقّي إلى الدرجة الكهنوتية في كنيسة مار نوهرا سمار جبيل في 13 أيلول، على يد سيادة المطران.
أصبح منذ 13 تشرين الثاني 1999 نائباً عاماً لأبرشية البترون المارونية الكاثوليكية التي عادت أبرشية مستقلة بقرار من مجمع أساقفة الكنيسة المارونية وافق عليه البابا يوحنا بولس الثاني في 8 أكتوبر 1999.

## مؤلفاته
- التنشئة الاكليريكية والدعوة إلى الكهنوت في الطائفة المارونية، محاضرة لكهنة الرابطة الكهنوتية، غزير، 19 تموز 1985، 25 صفحة. نُشرت في المنارة، السنة 26، 1985، العدد الثالث، ص 421-446.
- المجمع اللبناني المنعقد في دير سيدة اللويزة سنة 1736، في: مجلة رابطتنا (رابطة قدامة الاكليريكية البطريكية المارونية)، العدد الخامس، ميلاد 1985، ص 2-7.
- أخبار وآراء حول البطريرك نصرالله بطرس صفير والمطرانين خليل أبي نادر ويوسف بشاره، في: المجلة الكهنوتية، السنة 16، (1986)، العدد الثالث - حزيران، ص 107-120.
- مشروع اكليريكية مركزية مارونية، لسيادة المطران بشاره الشمالي رئيس أساقفة دمشق، في مجلة رابطتنا (رابطة قدامى الاكليريكية البطريركية المارونية)، العدد السادس، أيار 1986، ص 7-21.
- مقدمة إلى تاريخ الكنيسة المارونية، درس للسنة الإعدادية في الاكليريكية البطريركية المارونية – غزير، 1986 و 1987. 80 صفحة خط عربي صغير.
- المجمع اللبناني والمجامع المارونية التي عُقدت لتحضيره وتطبيقه، في المجلة الكهنوتية، السنة 16، 1986، العدد الرابع - تشـرين الأول، ص 126-142.

- La formation du clergé séculier dans l’Eglise Maronite Contemporaine (1934-1974), Thèse de doctorat en science théologique du 3ème cycle, Institut Catholique de Paris, et de doctorat de 3ème cycle en Science des Religions, Université de Paris IV – Sorbonne, 1984, 5 volumes, 753p. + 235p. + 122p.
- Le recrutement des futurs prêtres dans l’Eglise Maronite, Rapport présenté à la direction du Séminaire Patriarcal Maronite – Ghazir, le 8 janvier 1986, 18 p. dactylo.
- Introduction à l’histoire des Eglises d’Orient, Cours au Séminaire Patriarcal Maronite Ghazir, Année Préparatoire, 1986 et 1987. Puis à la Faculté Pontificale de Théologie – Kaslik, 1992-1993, 38 p. dactylo.
- Le célibat des prêtres dans le Synode Libanais de 1736 et au Concile Vatican II, Rapport présenté à la direction du Séminaire Patriarcal Maronite – Ghazir, 15 mai 1986, 14 p. dactyto.

## روابط خارجية
- http://www.catholic-hierarchy.org/bishop/bkhair.html
- http://www.gcatholic.org/dioceses/diocese/batr0.htm